# Торкі
Торкі́ (англ. Torquay) — місто на південному узбережжі Англії у графстві Девон. Простягнулося уздовж берега затоки Торбей, практично одне місто з сусіднім Пейнгтоном. В XIX столітті було модним морським курортом, через свій клімат отримало прізвисько Англійської Рив'єри.
Торки — найбільший із трьох південно-західних курортів Англії, які разом називають Торбей. Завдяки Гольфстриму у Торбею незвичайно м'який клімат, 35 км берегової лінії з пальмами, соснами, кипарисами.

## Географія

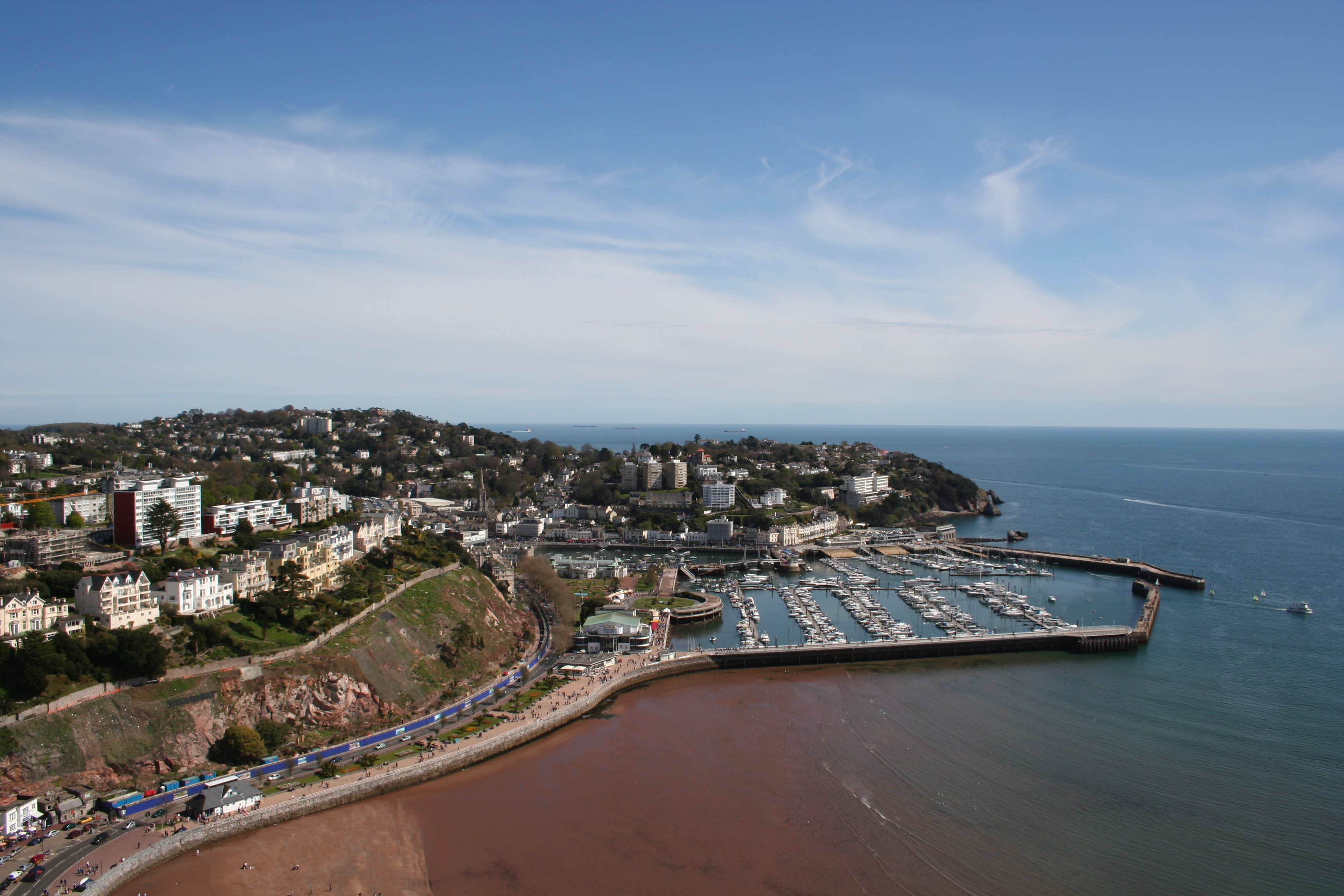
Місто Торкі

Торкі, розташоване у області мальовничих сіл, зелених ланів, крутих пагорбів і гарних берегів з безліччю бухт. Місто побудоване на семи пагорбах із грандіозними панорамними видами над бухтою. Дерева процвітають у місті Торкі, що має саму теплу зиму й чудовий літній клімат у Великій Британії. Море, вітрила й човни — важлива частина життя в Торкі. Міжнародна пристань і стара гавань — зараз це стоянка для розкішних спортивних і прогулянкових яхт. Торки — сучасний курорт зі стилем і елегантністю минулого.

## Відомі особистості
В місті народились:
- Агата Крісті (1890—1976) — британська письменниця.
- Пенні Мордонт (* 1973) — британський політик.
- Роджер Дікінс (* 1949) — британський та американський кінооператор.